# Kendama
Kendama (けん玉, også skrevet som 剣玉 og 拳玉) er et japansk træspil, der består af et håndtag (ken) og en kugle (tama) forbundet af en snor. Ken-delen består af tre kopper, samt en spids, hvor et hul i bolden passer på. Kendama er på den ene side et meget simpelt træspil, der handler om at få kuglen op på koppen, og dog er det et utroligt avanceret spil, der handler om at balancere bolden indenfor millimeter præcision og kaste ken-delen 180°, 360° eller mere rundt og derefter gribe den i hullet i bolden. En bog udgivet af den japanske kendama non-profit forening (Japanese Kendama Association) viser 100 "wazas" (officielle tricks til konkurrencer) og den japanske kendamafabrik Yamagata Koubou, siger, at der er omkring 30,000 tricks, der kan laves med en kendama. 
I Danmark og Europa bliver kendama for det meste spillet for sjovs skyld, men i Japan bliver der også afholdt officielle konkurrencer, styret af JKA. I disse konkurrencer skal man lave en liste af wazas i en bestemt rækkefølge og indenfor en bestemt række forsøg. Nogle gange kan det også være ansigt til ansigt indtil en af konkurrenterne fejler et trick. 
En variant af spillet, kaldet kop-og-bold (cup-and-ball), bliver spillet mange steder i verden og er kendt under navnet bilboquet eller balero. Dette spil består af bolden, én kop og en spids.

## Delene af en kendama
Bolden – tama (玉) – har et hul der passer på spidsen af ken (剣, "sværd"). På hver side af kennen sidder en konkav kop, den ene mindre end den anden. Den store kop hedder ōzara (大皿, "store kop") og den mindre kop hedder kozara (小皿, "lille kop"). I bunden af kennen er der en endnu mindre kop, ved navn chūzara (中皿, "center kop"). Dette design med tre kopper stammer fra det tidlige 20. århundrede, men den nuværende version af den japanske kendama stammer fra 1970'erne, da non-profit organisationen Japanese Kendama Association, blev etableret for at vedligeholde og promovere legetøjet.
I gamle dage i Grønland er der også en legetøj som minder meget om det spil, kaldt ajagaq.

## Links
- Kendama.org Arkiveret 18. maj 2014 hos  Wayback Machine: Engelsk side med historien om kendama og beskrivelse JKA-godkendte kendamaer
- Kendamayokai.com Arkiveret 15. januar 2006 hos  Wayback Machine: Japanese Kendama Associations engelske side.
- Kendama-ozora.jp Arkiveret 12. juni 2009 hos  Wayback Machine: Kendamafabrikken Yamagata Koubou. Denne fabrik laver den JKA-godkendte Ozoora kendama.
- Kendama.dk: Danmarks første kendama forretning og netværk for kendama i Danmark.
- YUMU Kendama Arkiveret 12. august 2013 hos  Wayback Machine
- Taiwan Kendama Association Arkiveret 16. december 2013 hos  Wayback Machine
- Kendama Factory Arkiveret 16. december 2013 hos  Wayback Machine

| Spil | Spire Denne artikel om spil eller lege er en spire som bør udbygges. Du er velkommen til at hjælpe Wikipedia ved at udvide den. |